# Коростовицы
Коростовицы (фин. Korostovitsa) — деревня в Бегуницком сельском поселении Волосовского района Ленинградской области.

## История
Впервые упоминается в Писцовой книге Водской пятины 1500 года в Ильинском Заможском погосте в Бегуницах как сельцо Коростовичи.
На карте Ингерманландии А. И. Бергенгейма, составленной по шведским материалам 1676 года, упоминается как деревня Korostowits.
На шведской «Генеральной карте провинции Ингерманландии» 1704 года — как деревня Korostovits.
На карте Санкт-Петербургской губернии Я. Ф. Шмидта 1770 года — как деревня Карастовицы.
Деревня являлась вотчиной императора Александра I из которой в 1806—1807 годах были выставлены ратники Императорского батальона милиции.
Как деревня Каростовицы, состоящая из 41 крестьянского двора, она обозначена на карте Санкт-Петербургской губернии Ф. Ф. Шуберта 1834 года.

КОРОСТОВИЦЫ — деревня принадлежит государю великому князю Михаилу Павловичу, число жителей по ревизии: 85 м. п., 107 ж. п. (1838 год)

На карте Ф. Ф. Шуберта 1844 года она обозначена как деревня Коростовицы.
В пояснительном тексте к этнографической карте Санкт-Петербургской губернии П. И. Кёппена 1849 года она записана как деревня Korostowizy (Коростовицы) и указано количество населяющих её на 1848 год: савакотов — 28 м. п., 30 ж. п., всего 58 человек, ижоры — 49 м. п., 67 ж. п., всего 116 человек и указано, что большинство населения православное. Ижоры относились к православному Бегуницкому Михайловскому приходу, савакоты — к лютеранскому приходу Купаница.

КОРОСТОВИЦЫ — деревня Ораниенбаумского дворцового правления, по просёлочной дороге, число дворов — 34, число душ — 89 м. п. (1856 год)

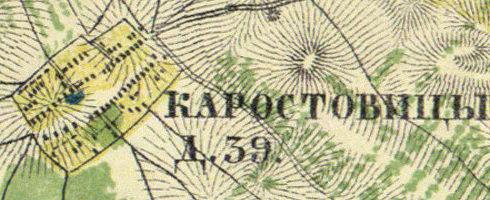
Деревня Коростовицы на карте 1860 года

Согласно «Топографической карте частей Санкт-Петербургской и Выборгской губерний» 1860 года деревня называлась Каростовицы и состояла из 39 крестьянских дворов.

КОРОСТОВИЦЫ — деревня Ораниенбаумского дворцового ведомства при колодцах, по правую сторону Нарвского шоссе, в 59 верстах от Петергофа, число дворов — 40, число жителей: 93 м. п., 115 ж. п.; Сельское училище. (1862 год)

В конце XIX века деревня административно относилась к Бегуницкой волости 1-го стана Петергофского уезда Санкт-Петербургской губернии, в начале XX века — 2-го стана.
По данным «Памятной книжки Санкт-Петербургской губернии» за 1905 год лесные дачи Корстолово и Коростовицы общей площадью 1080 десятин принадлежали герцогам Мекленбург-Стрелицким и принцессе Саксен-Альтенбургской. Кроме того, 878 десятин земли принадлежали «Обществу крестьян деревни Коростовицы».
С 1917 по 1921 год деревня Коростовицы входила в состав Карстоловского сельсовета Бегуницкой волости Петергофского уезда.
С 1921 года в составе Коростовицкого сельсовета.
С 1923 года в составе Гатчинского уезда.
С 1924 года в составе Местановского сельсовета.
Согласно переписи населения СССР 1926 года в деревне Коростовицы Местановского сельсовета Бегуницкой волости Троцкого уезда проживали 230 человек, большинство русские, а также финны и эстонцы.
С 1927 года в составе Волосовского района.
По данным 1933 года деревня Коростовицы входила в состав Местановского сельсовета Волосовского района.

План деревни Коростовицы. 1938 год

Согласно топографической карте 1938 года деревня насчитывала 54 двора.
C 1 сентября 1941 года по 31 декабря 1943 года деревня находилась в оккупации.
С 1963 года в составе Кингисеппского района.
С 1965 года вновь в составе Волосовского района. В 1965 году население деревни Коростовицы составляло 113 человек.
По данным 1966 года деревня Коростовицы также находилась в составе Местановского сельсовета.
По административным данным 1973 и 1990 годов деревня Коростовицы входила в состав Бегуницкого сельсовета.
В 1997 году в деревне Коростовицы проживали 27 человек, в 2002 году — 36 человек (русские — 89 %), в 2007 году — 17.

## География
Деревня расположена в северной части района на автодороге 41К-043 (Карстолово — Черенковицы — Терпилицы, с подъездом к дер. Коростовицы).
Расстояние до административного центра поселения — 7 км.
Расстояние до ближайшей железнодорожной станции Волосово — 40 км.

## Демография
| 1838 | 1848 | 1862 | 1965 | 1997 | 2002 | 2007 |
| ---- | ---- | ---- | ---- | ---- | ---- | ---- |
| 192  | ↘116 | ↗208 | ↘113 | ↘27  | ↗36  | ↘17  |
| 2010 | 2017 |      |      |      |      |      |
| ↗24  | →24  |      |      |      |      |      |

### Национальный состав
Согласно данным Всероссийской переписи населения 2021 года в деревне проживали 43 человека, из них:
 русские — 35, азербайджанцы — 3, осетины — 2, узбеки — 1, украинцы — 1, финны — 1 человек.

## Известные уроженцы
- Евдокия Ивановна Ряйзе (1913—1985) — доярка, Герой Социалистического Труда